# Torre CBC (Mont-Carmel)
La Torre CBC (en francés:  Tour CBC)  fue una torre con mástil de 371 metros de alto usada para las transmisiones de FM- y Televisión situada en la cima del Mont-Carmel, cerca de Shawinigan, en la provincia de Quebec, al este de Canadá. La torre fue construida en 1972 y sirvió durante varias décadas como punto de transmisión primario de la CBC en Quebec y para varias estaciones de radio y televisión en el mercado de Trois-Rivières. El 22 de abril de 2001, un piloto solitario, Gilbert Paquette, voló su Cessna 150 sobre la torre y murió. El fuselaje del avión quedó encajado en la parte superior de la torre, con el cuerpo del piloto dentro. El accidente también derribó la torre de varios metros. Se decidió que, debido a los daños estructurales y la necesidad de recuperar el cuerpo del piloto del mástil tendría que ser demolida. Varios días más tarde, una implosión controlada trajo la torre abajo, sin dañar los varios edificios cercanos. Fue la estructura más alta jamás demolida en el país. El mástil más tarde fue sustituido por un nuevo mástil cerca del mismo sitio.